# Tenuiphantes drenskyi
Tenuiphantes drenskyi là một loài nhện trong họ Linyphiidae.
Loài này thuộc chi Tenuiphantes. Tenuiphantes drenskyi được miêu tả năm 1977 bởi van Helsdingen.